# Vorsorgekasse Hoesch
Die Vorsorgekasse Hoesch ist eine deutsche Sterbegeldkasse. Die Kasse hat 110.000 Mitglieder. Sie ist in der Rechtsform eines Versicherungsvereins auf Gegenseitigkeit organisiert und gehört somit den Versicherten selbst.

## Geschichte
Die Männer der Maschinenabteilung Hochofen der Dortmunder Westfalenhütte gründeten im Frühjahr 1923 die „Sterbegeld-Beihilfe“ und legten damit den Grundstein für die heutige Vorsorgekasse Hoesch (VKH). Zunächst als Hilfe im Todesfall unter der Kollegenschaft gedacht wuchs die Anzahl der Beteiligten rasch. 1924 beteiligten sich schon 300 Mitglieder, von denen im Todesfall eines Kollegen jeder eine Reichsmark an die Angehörigen zahlte. Damit wollten die Arbeiter die Not der Angehörigen nach einem Todesfall mildern. Zwar hatte Werksgründer Leopold Hoesch schon unmittelbar nach dem Bau der Westfalenhütte im Jahre 1871 wichtige Sozialeinrichtungen – wie die „Fabrikkrankenkasse“ (1874), die „Pensions-, Witwen- und Waisenkasse für Beamte“ (1872) sowie die „Arbeiter-Versorgungskasse“ (1906) – eingeführt; doch das und das spätere staatliche Sozialpaket reichten nicht immer aus. Starb ein Kollege, geriet seine Familie oft in große finanzielle Schwierigkeiten.
Nach Aufforderung der Stadtverwaltung und zunächst massiven Protesten durch die Arbeiterschaft wurde die „Sterbegeld-Beihilfe“ 1936 der Zuständigkeit des Versicherungsamtes der Stadt Dortmund unterstellt. Dadurch wurde die „Sterbegeld-Beihilfe“ erstmals rechtsfähig und statt im Umlageverfahren wurden die Leistungen nach versicherungsmathematischen Grundlagen gezahlt.
Nach dem Zweiten Weltkrieg wuchs die Kasse enorm und musste sich deswegen dem Bundesaufsichtsamt für Versicherungs- und Bausparwesen in Berlin unterstellen. Damit einher ging eine Namensänderung zur „Sterbegeld-Beihilfe der Belegschaft der Hoesch Westfalenhütte AG“.
Die Fusion der Dortmund-Hörder Hüttenunion mit der Hoesch AG 1966 führte zu einem erneuten rasanten Anstieg der Mitgliedszahlen. Der Geltungsbereich der Sterbekasse wurde auf die gesamte Belegschaft der Werke Phoenix und Union erweitert, womit die Kasse 10.000 Mitglieder fasste. Dies führte aus verwaltungstechnischen Gründen dazu, dass seitdem die Mitgliedsbeiträge auch direkt vom Gehalt einbehalten werden können. Drei Jahre darauf bot die Sterbekasse ihre Leistungen im gesamten Hoesch-Konzern an. Ab dem 1. Januar 1970 wurde dann die Möglichkeit der sogenannten „Kindermitversicherung“ bei einer monatlichen Zahlung von 0,10 DM und einer Versicherungssumme von 1.000 DM angeboten.
Die Sterbekasse wuchs weiter: Sowohl die Mitgliedszahlen als auch das Vermögen und die Leistungen kletterten in den folgenden Jahren immer höher. 1983 bekam die Sterbekasse ihren heutigen Namen: „Vorsorgekasse Hoesch“ (VKH). 1988 wurde durch die Öffnung der Sterbekasse für Konzernfremde aus der kleinen Solidaritätsgemeinschaft von 1923 eine der größten Sterbekassen Deutschlands mit mittlerweile 110.000 Mitgliedern. Der erwirtschaftete Überschuss fließt in Form von Gewinnzuschlägen und Bonuserhöhungen an die Versicherten zurück.
Durch eine Erweiterung ihres Angebotes passte sich die Vorsorgekasse Hoesch dem Wandel von der Betriebs- zur allgemein zugänglichen Vorsorgekasse an. Seit 1996 bietet die VKH neben der Sterbegeld- auch eine Lebensversicherung an.

## Verschmelzungen und Bestandsübertragungen seit 1995
Die Vorsorgekasse wuchs in der Vergangenheit auch durch zahlreiche Verschmelzungen und Bestandsübertragungen, so von der Wohlfahrts-Sterbekasse Grüne (zum 1. Januar 1995), dem Verein Treuer Nachbarn (zum 1. Januar 1998), der Begräbnis-Beihilfe Sprockhövel (zum 1. Januar 1998), der Sterbegeld-Selbsthilfe (zum 1. Januar 1999), der Sterbekasse Henrichshütte (zum 1. Januar 1999), der Sterbekasse der Eisenwerk Rothe Erde (zum 1. Januar 1999), der Sterbeunterstützungskasse Mülheim-Ruhr-Heißen (zum 1. Januar 1999), der Allgem. Sterbekasse "Selbsthülfe" Schwerte (Ruhr) (zum 1. Januar 2000), der Sterbekasse Hinterbliebenenhilfe Krupp VVaG Essen (zum 1. Januar 2000), dem Bestattungsverein Hamburg-Harburg von 1923 (zum 1. Januar 2001) und der Sterbegeld-Beihilfe der Belegsch. der DAB VVaG (zum 1. Januar 2001).
Im September 2004 wurde die Sterbekasse Henkel mit der Vorsorgekasse Hoesch verschmolzen. Die 19.000 Mitglieder der Sterbekasse Henkel wurden von der Vorsorgekasse Hoesch übernommen, rückwirkend zum 1. Januar 2004. Im Jahr 2006 wurde der Bestand der Sterbekasse der BKK Chemie Partner übernommen, rückwirkend zum 1. Januar 2005. Zum 1. Januar 2007 wurde der Bestand der Sterbekasse der Werksanhörigen der DK Recycling und Roheisen übernommen. Ebenso wurde rückwirkend zum 1. Januar 2007 die UK Geisweid übernommen.
Im Dezember 2011 hat die BaFin als zuständige Aufsichtsbehörde die Verschmelzung der Allgemeine Sterbekasse Essen auf die VKH genehmigt, diese wurde rückwirkend zum 1. Januar 2011 verschmolzen. Am 31. August 2012 hat die BaFin die Verschmelzung der Justiz-Versicherungskasse Lebensversicherungsverein a.G. mit 5.200 Mitgliedern auf die VKH genehmigt, diese wurde rückwirkend zum 1. Januar 2012 verschmolzen.
Am 19. Dezember 2013 hat die BaFin die Übertragung der Bestände der Sterbekasse Thyssen Draht auf die VKH genehmigt. Am 15. Dezember 2014 hat die BaFin die Übertragung der Bestände der Oberbarmer Sterbekasse „Einheit“ VVaG auf die VKH genehmigt. Am 16. Dezember 2016 hat die BaFin die Übertragung des gesamten Bestands der Begräbnishilfe Dortmund-Bövinghausen V.V.a.G. auf die VKH genehmigt.
Die Übertragung des gesamten Versicherungsbestand des Versicherungsverein aG Witten auf die Vorsorgekasse Hoesch ist im Dezember 2017 erfolgt. Im Dezember 2018 wurde dann die Übertragung des Bestands der Sterbekasse „Hilfe am Grabe Freudenberg“ VVaG genehmigt.